# 高村乡 (侯马市)
高村乡，是中华人民共和国山西省临汾市侯马市下辖的一个乡镇级行政单位。

## 行政区划
高村乡下辖以下地区：
东高村、虒祁村、小韩村、西贺村、张王村、西高村、西台村、东台村、下平望村和上平望村。